# Waste of Mind
Waste of Mind – drugi album amerykańskiej grupy Zebrahead wydany w 1998 roku.

## Lista utworów
1. "Check" – 2:26
2. "Get Back" – 3:32
3. "The Real Me" – 3:57
4. "Someday" – 3:02
5. "Waste of Mind" – 3:32
6. "Feel This Way" – 3:44
7. "Walk Away" – 3:22
8. "Big Shot" – 3:00
9. "Swing" – 2:50
10. "Jag Off" – 3:25
11. "Time" – 3:10
12. "Move On" – 4:08
13. "Fly Daze" – 4:34
14. "Bootylicious Vinyl" – 3:26
15. "Hate" – 1:58 (tylko w Japonii)
16. "Song 10" – 2:11 (tylko w Japonii)

## Twórcy
- Justin Mauriello – gitara rytmiczna, śpiew
- Ali Tabatabaee – śpiew
- Greg Bergdorf – gitara prowadząca
- Ben Osmundson – gitara basowa
- Ed Udhus – perkusja

## Pozycje na listach przebojów
| Lista           | Najwyższa pozycja |
| --------------- | ----------------- |
| Top Heatseekers | 34                |

## Kultura masowa
- "Check" w 2001 roku pojawił się w grze komputerowej Tony Hawk’s Pro Skater 3.
- "Jag Off" w 1999 roku pojawił się w filmie Lost & Found.